# Doroszlói Szentkút
A Mária, Keresztények Segítsége Egyházmegyei Kegyhely, vagy népiesen a Doroszlói Szentkút (szerbül Водица / Vodica) a délvidéki Szabadkai egyházmegye területén található központi búcsújáró hely.

## Földrajzi fekvése
A kegyhely ma Doroszló déli szélén, a falut átszelő Zombor-Hódság műút Rácmillitics felőli oldalán található. A kegyhely pár hektáros parkosított területe és a műút illetve a Duna–Tisza–Duna-csatorna (korábban Mosztonga) között terül el.

## Nevének eredete
A kegyhely középkori elnevezése Bajkút volt. A török hódoltság idején elnevezése ismeretlen. Doroszló újratelepítése és az első csodás gyógyulás után jelentősége megnövekszik és a délvidéki tájakon Szentkút néven válik ismertté.

## Története
A ma is meglévő Szentkút azonos azzal a hellyel, amely már az Árpádok korában Bajkút néven emlegettek. A település múltjáról igen keveset tudunk, annyit viszont igen, 1173-1183 között III. Béla király a Bajkút területére Premontrei szerzeteseket telepített, és kolostort építtetett számukra.
Nagy Lajos király 1382-ben bajkúti birtokait a budai klarissza apácáknak ajándékozott. A török időkben elpusztult a falu, a kútja viszont megmaradt, amelyhez a bujdosó magyarok a török hódoltság ideje alatt is zarándokolt, Ebben az időben a Bajkúti lelki gondozást a bosnyák ferencesek végezték.[1]
Az 1807-től vezetett „Historia Domus…” Napló tudósítása szerint 1792-ben a Szent Szűz jósága által a gombosi vak Zablóczki János visszanyerte látását, miután megmosdott a kút vizében. A gombosi fiatalemberrel történt csodát követően a szentkúthoz való zarándoklat egyre tömegesebb lett, és a Kalocsa-Bácsi főegyházmegye hivatalos búcsújáró helyévé lett. A Szentkúti „Historia Domus Sancte Fontis Doroszloiensis” históriás könyvben több mint nyolcvan csodás gyógyulás lett feljegyezve. [3]
(Hanusz István szerint az első csodás gyógyulás még 1700-ban történt, 1796-ban pedig már fakápolnával díszítették a forrást, amelynek leégése után épült az első kőkápolna.[2]) 1796 táján Tordy Ferenc élő kincstári erdőhivatal erdőmestere építtetett fogadalmát betartva kis fakápolnát a szentkúti fonás fölé. A második szentkúti kápolnát, amely szintén fából készült, 1808–1809 táján építették a kút fölött álló első kis kápolna közelében, északkeleti irányban. A harmadik kápolnát, amely már kis templomnak is beillett, 1823 és 1825 között már téglából építtették, fa mennyezettel és fatoronnyal. Viszonylag távol állt a Szentkúttól. A mai szentkúti templom elődjének, illetve egy részletének tekinthető. A negyedik szentkúti kápolna, amely azonos a mai szentkúti kis templommal, a harmadik átépítése, megnagyobbítása révén keletkezett 1874–75-ben. 1861-ben készítik el a szentkúti forrás mellett elhelyezett Magyarok Nagyasszonya kegyszobrot. 1909-ben újabb fontos építkezések történtek a Szentkút környékén. Ekkor készült el a csodatévő forrás máig létező díszes kútszerkezete és mosakodómedencéje.
Az újonnan megalapított Szabadkai egyházmegye 1968-ban hivatalos kegyhelyévé nyilvánította, majd a megemelkedett zarándokok száma miatt 1973-ban kibővítették a kegyhely udvarát, és elkészítették a szabadtéri oltárt, illetve használhatóvá tették a zarándokházat. Az 1980-as években a hívők személyes adományaiból elkészültek a kápolnakertet övező kerengőben a freskósorok.
A délszláv háborúk idején a kegyhely látogatottsága visszaesett, de az ezredforduló óta ismét jelentős a kegyhelyre zarándoklók száma. Az elmúlt két évtizedben sajnos nem történtek sem fejlesztések, sem felújítások és épületegyüttes már csak nehezen tudja megfelelőképp ellátni feladatát.
Ugyancsak a hívek adományából, valamint tartományi támogatással 2009-ben megkezdődött a bővítés és a felújítás.

## Hitélet
A Doroszlói Szentkutat évente 15–20 ezer zarándok keresi fel Kisboldogasszony napján (szeptember 8.). A hívek már előző nap (szeptember 7.) megérkeznek. A kétnapos búcsú során körmenetet, ifjúsági-szentmisét, illetve horvát, német, szlovák és magyar nyelvű szentmiséket celebrál a megjelent nagyszámú egyházi méltóság (papok, püspök). A Zarándokok nagy többsége, magyar anyanyelvű Római Katolikusok, de nagy számban vannak jelen horvát (bunyevác és sokác), szlovák, Római Rítusú katolikusok, valamint Ruszin Görög rítusú katolikusok, és szerb pravoszláv egyházhoz tartozók. A Szentkúton nagyobb búcsújárás tartanak Pünkösd illetve Nagyboldogasszony (augusztus 15.) ünnepén is. Nyár folyamán ifjúsági, hittanos és zene táboroknak ad otthont a szentkút, melyeket különböző ifjúsági szervezetekkel közösen szervez a Szentkút.
A felújítását követően remélhetőleg kiépül egy a zarándokokat olyan megfelelő színvonalon fogadó infrastruktúra, amely nem csak a Kisboldogasszony napi búcsú idején, hanem az év tetszőleges napján is képes lesz fogadni a hívőket .

## Látnivalók
- Kápolna
- A barokk stílusban épült szentkút
- Freskó-sor
- Lourdes-i Szűz Mária kegyszobra
- Szent Antal szobra
- Szűz Mária kegyszobra
- Gyóntató fülkék
- Nyitott oltár

## Külső hivatkozások
- A kegyhely hivatalos honlapja
- A Doroszló-honlap Szentkúttal foglalkozó oldala
- A Kegyhely hírei
- https://www.facebook.com/pages/Doroszl%C3%B3-Szentk%C3%BAt/123814427697256

## Kapcsolatfelvétel
Kegyhelyigazgató: Ft. VEREBÉLYI Árpád
Tel: 00 381 25 5862 206
Fax: 00 381 25 875 675
Elérhetősége: 00 381 64 24 08 521 (mobil)
e-mail: varpad@tippnet.rs